# Ngô Quế Hiền
Ngô Quế Hiền (tiếng Trung: 吴桂贤; bính âm: Wú Guìxián; sinh năm 1938) là nữ Phó Thủ tướng đầu tiên của Trung Quốc từ tháng 1 năm 1975 đến tháng 9 năm 1977. Ban đầu là công nhân tại một nhà máy bông thuộc sở hữu nhà nước ở Hàm Dương, bà được Chủ tịch Mao Trạch Đông bổ nhiệm sau khi trở thành phó giám đốc nhà máy và là Ủy viên Ủy ban Trung ương Đảng Cộng sản Trung Quốc.

## Tiểu sử

### Thân thế và nghề nghiệp lúc đầu
Ngô Quế Hiền chào đời tại huyện Củng tỉnh Hà Nam trong một gia đình nông dân đông con gồm chín anh chị em. Năm 1943, khi đó bà vừa tròn 5 tuổi đã phải theo cha chạy trốn nạn đói từ Hà Nam đến thị trấn Khướu tỉnh Thiểm Tây. Do một mình cha bà làm không đủ nuôi sống cả nhà nên bà từ nhỏ đã phải nhặt than, kiếm rau dại phụ giúp gia đình kiếm ăn qua ngày.
Năm 1951, Nhà máy Bông sợi số 1 của Trung Quốc ở vùng Tây Bắc thuộc thành phố Hàm Dương tỉnh Thiểm Tây tuyển công nhân. Ngô Quế Hiền lúc đó mới 13 tuổi đã được tuyển vào làm công nhân kéo sợi. Luật lao động trẻ em vào thời điểm đó quy định những người được tuyển dụng phải ít nhất 16 tuổi, vì vậy bà đã nói dối về tuổi của mình và bắt đầu làm việc tại nhà máy này. Bà chăm chỉ làm việc liên tục nhiều năm đều được bầu là công nhân năm tốt, lao động tiên tiến và chiến sĩ thi đua. Năm 1955, bà gia nhập Đoàn Thanh niên Cộng sản Trung Quốc. Năm 1958, bà được kết nạp vào Đảng Cộng sản Trung Quốc khi vừa tròn 20 tuổi. Năm 1963, chiến sĩ thi đua toàn quốc Đại biểu Đại hội 8 Đảng Cộng sản Trung Quốc là Triệu Mộng Đào qua đời, Ngô Quế Hiền tiếp tục được cử làm tổ trưởng tiểu tổ Triệu Mộng Đào nổi tiếng khắp cả nước.

### Sự nghiệp chính trị thời Cách mạng Văn hóa
Sau năm 1968, Ngô Quế Hiền được cử làm Chủ nhiệm Ủy ban Cách mạng Nhà máy Bông sợi số 1, Phó Chủ nhiệm Ủy ban Cách mạng thành phố Hàm Dương.  Tháng 4 năm 1969, Ngô Quế Hiền được bầu làm Đại biểu Đại hội Đảng lần thứ IX và còn được bầu vào Ban Chấp hành Trung ương Đảng Cộng sản Trung Quốc.(tr160)
Tháng 1 năm 1971, Ngô Quế Hiền được bầu làm Bí thư Tỉnh ủy Thiểm Tây. Năm 1972, bà được cử giữ chức Ủy viên Thường vụ kiêm Phó Chủ nhiệm Ủy ban Cách mạng tỉnh Thiểm Tây. Tháng 8 năm 1973, tại Đại hội X Đảng Cộng sản Trung Quốc triệu tập ở Bắc Kinh, bà được bầu làm Ủy viên Dự khuyết Bộ Chính trị cùng năm đó giữ các chức Phó Bí thư Đảng ủy Nhà máy Bông sợi số 1 Tây Bắc, Phó Bí thư Tỉnh ủy Thiểm Tây.
Tháng 1 năm 1975 tại hội nghị lần thứ nhất Đại hội Đại biểu Nhân dân Toàn quốc khóa IV, Ngô Quế Hiền được cử giữ chức Phó Thủ tướng Quốc vụ viện phụ trách Bộ Y tế, Hội Liên hiệp Phụ nữ, Đoàn Thanh niên Cộng sản, Tổng Công đoàn.

### Sau khi từ chức Phó Thủ tướng Quốc vụ viện
Tháng 8 năm 1977, Ngô Quế Hiền tiếp tục được bầu vào Trung ương khóa XI. Tháng 9 cùng năm, bà đề nghị Trung ương Đảng cho mình thôi chức Phó Thủ tướng Quốc vụ viện để trở lại Thiểm Tây làm việc ở cơ sở và được phê chuẩn. Trước ngày Quốc khánh năm 1977, Ngô Quế Hiền về tới Nhà máy Bông sợi số 1 Đông Bắc. Bà chủ động yêu cầu trở lại làm việc ở tiểu tổ Triệu Mộng Đào, sau đó làm Bí thư Chi bộ Đảng phân xưởng Nhà máy Bông sợi số 1 Đông Bắc.
Tháng 6 năm 1981, bà lại được bầu vào làm Phó Bí thư Đảng ủy Nhà máy Bông sợi số 1 Tây Bắc. Năm 1988, Ngô Quế Hiền lại được bầu làm đại biểu của ngành dệt tham dự Đại hội Đại biểu Đảng lần thứ 7 tại Thiểm Tây. Sau năm 1988, Ngô Quế Hiền rời khỏi Nhà máy Bông sợi số 1 Tây Bắc thành phố Hàm Dương đến công tác tại Thâm Quyến, từng lần lượt giữ các chức vụ Chủ tịch Hội đồng Quản trị kiêm Tổng Giám đốc Công ty Trách nhiệm Hữu hạn Sản phẩm Dệt Hồng Hoa, Chủ tịch Hội đồng Quản trị kiêm Tổng Giám đốc Công ty Mậu dịch Xương Phạm và từng công tác với Tập đoàn Mậu dịch Thành phố Thâm Quyến.
Năm 1995, trước khi nghỉ hưu và rút khỏi mọi chức vụ xã hội, chỉ giữ lại có chức danh Hội trưởng Hội Xúc tiến Thâm Quyến Chấn hưng Thiểm Tây nhằm mục đích tăng cường sự hợp tác và giao lưu kinh tế Thâm Quyến và Thiểm Tây, cống hiến cho sự thúc đẩy phát triển kinh tế của Thiểm Tây vốn là tâm nguyện lớn nhất của những năm còn lại của đời bà.